# Мкумбіра (Зомба)
Мкумбі́ра (англ. Mkumbira) — традиційна громада у складі дистрикту Зомба Південного регіону Малаві.
Населення — 6211 осіб (2018).